# Pseudoeryx relictualis
Pseudoeryx relictualis — вид змій родини полозових (Colubridae). Ендемік Венесуели.

## Поширення і екологія
Pseudoeryx relictualis мешкають на південному узбережжі озера Маракайбо у венесуельському штаті Сулія. Вони живуть у відкритих заболочених місцевостях поблизу вологих тропічних лісів, на болотах і заплавних луках, на висоті до 80 м над рівнем моря. Народжують живих дитинчат.